# Synapsis roslihashimi
Synapsis roslihashimi är en skalbaggsart som beskrevs av Ochi, Kon och Kawahara 2008. Synapsis roslihashimi ingår i släktet Synapsis och familjen bladhorningar. Inga underarter finns listade i Catalogue of Life.